# Thory (Somme)
Thory település Franciaországban, Somme megyében. Lakosainak száma 208 fő (2022. január 1.). Thory Grivesnes, Louvrechy, Mailly-Raineval, Sauvillers-Mongival és Sourdon községekkel határos.

## Népesség
A település népessége az elmúlt években az alábbi módon változott:
| Lakosok száma | 172  | 184  | 189  | 195  | 200  | 207  | 208  | 210  | 208  |
|               | 2013 | 2015 | 2016 | 2017 | 2018 | 2019 | 2020 | 2021 | 2022 |